# Jordon Mutch
Jordon James Edward Sydney Mutch, född 2 december 1991 i Derby, är en engelsk fotbollsspelare (mittfältare) som spelar för australiska Macarthur FC.

## Karriär
Den 11 februari 2019 värvades Mutch av sydkoreanska Gyeongnam FC. Den 24 februari 2020 värvades han av norska Aalesunds FK. I september 2020 lämnade Mutch klubben.
Den 5 januari 2021 värvades Mutch av australiska Western Sydney Wanderers. Den 23 juli 2021 värvades Mutch av australiska Macarthur FC.